# Commissariat à l’energie atomique et aux énergies alternatives
Commissariat à l'energie atomique et aux énergies alternatives (do 2010 Commissariat á l'energie atomique) – francuski komitet (komisariat) do spraw energii atomowej powołany w 1945 roku. Jego pierwszym wysokim komisarzem był Frédéric Joliot-Curie. Komisariatowi podlegają np. Centrum badawcze Cadarache i Centre d'études nucléaires de Grenoble.